# نهائي كأس إيطاليا 1986
نهائي كأس إيطاليا 1986 هي المباراة النهائية من منافسة كأس إيطاليا 1985–86، أقيمت المباراة في 1986، بين فريقي نادي سامبدوريا، ونادي روما، وفاز فيها نادي روما، بعد أن هزم نادي سامبدوريا، بنتيجة 2 - 3.

## تفاصيل المباراة
لعبت المباراة النهائية في 1986.
| نادي سامبدوريا | 2 -3 | نادي روما |
| -------------- | ---- | --------- |
|                |      |           |